# Kleine marters
De kleine marters (Mustela) vormen een geslacht van kleine, slanke marterachtigen in de onderfamilie Mustelinae. De wetenschappelijke naam van het geslacht werd in 1758 gepubliceerd door Carl Linnaeus. Tot dit geslacht behoren zeventien soorten, waaronder hermelijn, wezel en bunzing. Het geslacht splitste zich zo'n 20 miljoen jaar geleden, in het Mioceen, af van de rest van de Mustelinae.

## Kenmerken
Het zijn over het algemeen kleine, lange roofdieren met korte poten. De wezel is het kleinst bekende roofdier. Bij veel soorten zijn mannetjes duidelijk groter dan vrouwtjes. Een mogelijke verklaring is dat zo voedselconcurrentie tussen beide geslachten wordt vermeden. De grotere mannetjes kunnen namelijk grotere prooien aan dan de kleinere vrouwtjes, en laten meestal de kleinere prooien, waar de vrouwtjes achteraan gaan, links liggen. Een andere verklaring is dat de vrouwtjes, die voor de jongen moeten zorgen, er voordeel bij hebben om minder tijd aan de jacht te besteden, dus om lichter te zijn. Mannetjes moeten vechten voor territoria, en hebben er meer baat bij om zwaar te zijn.

## Leefwijze
De soorten van het geslacht Mustela leven voornamelijk van muizen, woelmuizen en andere kleine knaagdieren, maar ze kunnen soorten aan die groter zijn dan zijzelf. Ook vangen ze vogels, kikkers, hagedissen, insecten en ander voedsel. Het zijn opportunistische jagers, de enige voedselspecialist is de zwartvoetbunzing, die enkel op prairiehonden jaagt.

## Verspreiding
Ze komen voor in praktisch geheel Europa, Azië en Noord-Amerika. In Latijns-Amerika komt het geslacht voor tot in Bolivia en Brazilië, en in Indonesië tot Sumatra en Borneo. Hermelijn, wezel en bunzing zijn ingevoerd in Nieuw-Zeeland.
In de Benelux komen van nature vier soorten voor, namelijk bunzing, hermelijn, wezel en Europese nerts, hoewel de laatste soort door menselijk toedoen is verdwenen.

## Soorten
Er worden zeventien soorten onderscheiden. Een aantal Amerikaanse soorten is verplaatst naar het geslacht Neogale.
- Geslacht Mustela
  - Mustela aistoodonnivalis
  - Mustela altaica – Bergwezel
  - Mustela erminea – Hermelijn
  - Mustela eversmannii – Steppebunzing
  - Mustela furo – Fret
  - Mustela haidarum
  - Mustela itatsi
  - Mustela kathiah – Geelbuikwezel
  - Mustela lutreola – Europese nerts
  - Mustela lutreolina – Javaanse wezel
  - Mustela nigripes – Zwartvoetbunzing
  - Mustela nivalis – Wezel
  - Mustela nudipes – Naaktzoolwezel
  - Mustela putorius – Bunzing
  - Mustela richardsonii – Amerikaanse hermelijn
  - Mustela sibirica – Siberische wezel
  - Mustela strigidorsa – Rugstreepwezel